# Ladislaus Bus-Fekete
Ladislaus Bus-Fekete (connu également comme Leslie Bush-Fekete ; né le 29 janvier 1896 à Kecskemét dans l'Empire austro-hongrois et mort le 25 juillet 1971 à Los Angeles) est un écrivain, dramaturge, scénariste et journaliste américain d'origine austro-hongroise.

## Biographie
D'origine juive, Ladislaus Bus-Fekete émigre aux États-Unis en 1937 pour fuir le nazisme. Il est  naturalisé en 1947 et adopte alors le nom Leslie Bush-Fekete.
Un certain nombre de ses œuvres ont été adaptées au cinéma, notamment Quatre Femmes à la recherche du bonheur (Ladies in Love), La Baronne et son valet (The Baroness and the Butler) et Le ciel peut attendre (Heaven Can Wait). Il a écrit des scénarios pour le cinéma et la télévision. Il a collaboré avec des réalisateurs hongrois (István Illés, Béla Gaál, Steve Sekely) américains (Edward H. Griffith, Walter Lang, Ernst Lubitsch, J. Walter Ruben, William A. Seiter, John Berry), français (Julien Duvivier, Jules Dassin) ou allemands (Georg Wilhelm Pabst, Reinhold Schünzel).
Il était marié à la romancière et dramaturge américaine d’origine austro-hongroise Maria Fagyas (1905-1985).

## Œuvres adaptées au cinéma
- 1936 : Quatre Femmes à la recherche du bonheur (Ladies in Love) réalisé par Edward H. Griffith
- 1938 : La Baronne et son valet (The Baroness and the Butler) réalisé par Walter Lang
- 1943 : Le ciel peut attendre (Heaven Can Wait) réalisé par Ernst Lubitsch
- 1960 : Pepe réalisé par George Sidney

## Filmographie partielle

### Comme scénariste

#### Cinéma
- 1921 : Ben Kolumbusz d'István Illés
- 1932 : The Roadhouse Murder (en) de J. Walter Ruben
- 1933 : Du haut en bas de Georg Wilhelm Pabst
- 1934 : Die Töchter ihrer Exzellenz (de) de Reinhold Schünzel
- 1934 : Búzavirág (en) de Steve Sekely
- 1934 : Helyet az öregeknek de Béla Gaál
- 1935 : Címzett ismeretlen (en) de Béla Gaál
- 1936 : Quatre Femmes à la recherche du bonheur (Ladies in Love) d'Edward H. Griffith
- 1938 : La Baronne et son valet (The Baroness and the Butler) de Walter Lang
- 1941 : Lydia de Julien Duvivier
- 1941 : Rendez-vous d'amour (Appointment for Love) de William A. Seiter
- 1942 : Quelque part en France (Reunion in France) de Jules Dassin
- 1943 : Le ciel peut attendre (Heaven Can Wait) d'Ernst Lubitsch
- 1946 : Amor de una vida de Miguel Morayta
- 1948 : Casbah de John Berry
- 1950 : Perfect Strangers de Bretaigne Windust
- 1953 : Adorable voisine (The Girl Next Door) de Richard Sale

#### Télévision
- 1955 : Lux Video Theatre (en) (série télévisée, 1 épisode)
- 1957 : Jean de Gerhard Metzner (téléfilm)
- 1958 : Adams Garten de Werner Kraut (téléfilm)
- 1960 : Hexenschuß de Rolf Kutschera (téléfilm)
- 1961 : The DuPont Show of the Month (série télévisée, 1 épisode)
- 1961 : Wer die Wahl hat de Franz-Otto Krüger (téléfilm)
- 1962 : Ende schlecht - Alles gut de Wolfgang Glück (téléfilm)
- 1965 : Immer und noch ein Tag de Hans Quest (téléfilm)
- 1965 : Jean de Wolfgang Schleif (téléfilm)